# O la hierba crezca
O la hierba crezca (en inglés Or the Grasses Grow) es un relato del escritor estadounidense Avram Davidson publicado originalmente en la revista The Magazine of Fantasy & Science Fiction en noviembre de 1958.
Fue incluido en su libro recopilatorio Or All the Seas with Oysters (1962) y en la antología The Best of Avram Davidson (1979).
En la introducción del cuento en The Best of Avram Davidson explica Davidson que mientras esperaba para hablar con Robert P. Mills, editor de Fantasy & Science Fiction, hojeó una revista en la que leyó una noticia que le dio la idea para el cuento:

"El Senado de los Estados Unidos se había involucrado una vez más en romper un tratado con una tribu indígena, un tratado presumiblemente inquebrantable, ya que sus términos declaraban que debía perdurar (palabras familiares) mientras saliera el sol o creciera la hierba. [La] historia surgió de inmediato en mi mente, fui a mi máquina de escribir y se escribió sola".

## Argumento
En la Agencia India Tickisall es un día triste para los indígenas. El Congreso ha aprobado una ley por la que las tierras comunales de la reserva van a ser repartidas entre todos los miembros de la tribu, individualmente, como ya se había hecho con otras tribus. 

«Y el resultado siempre era el mismo: en cuanto las tierras tribales se entregaban al hombre rojo, pasaban rápidamente a manos del hombre blanco. Eso pasó con otras tribus, y ahora, por fin, está pasando lo mismo con esta. ¿No sabe, Sr. Scott, que no podemos adaptarnos al sistema de propiedad individual de la tierra? ¿Que simplemente no somos lo suficientemente fuertes por nosotros mismos para conservar las propiedades?»

El Gobierno rompe así un tratado que se había firmado y que sería válido "mientras salga el sol o la hierba crezca".